# Nephodia triangulifera
Nephodia triangulifera är en fjärilsart som beskrevs av Max Joseph Bastelberger 1909. Nephodia triangulifera ingår i släktet Nephodia och familjen mätare. Inga underarter finns listade i Catalogue of Life.